# Refinería (métro de Mexico)
Refinería est une station de la Ligne 7 du métro de Mexico, située à l'ouest de Mexico, dans la délégation Azcapotzalco.

## La station
La station est ouverte en 1988. C'est l'une des plus profondes du réseau.
L'icône de la station représente les réservoirs d'huile et d'essence de l'ancienne raffinerie Pemex voisine de la station, aujourd'hui transformée en Parc du Bicentenaire (celui de l'Indépendance du Mexique).

## Services et accessibilité
La station Refinería de la ligne 7 du métro de Mexico est accessible aux personnes handicapées et dispose de services tels que des guichets, des tourniquets et des écrans d'information.